# Benhadad II
Benhadad II (Hebreeuws בנהדד; Aramees ברהדד Bar-Hadad of Bir-Hadad, "zoon van Hadad" (een belangrijke Aramese god)) ook wel Adad-Idri (Akkadisch: 𒀭𒅎𒀉𒊑, dIM-id-ri), was de koning van Aram-Damascus ten tijde van de slag bij Qarqar. In deze slag leidde hij samen met Iruleni van Hamath een coalitie van elf koningen (er worden er twaalf genoemd) tegen de Assyrische koning Salmanasser III. Na Qarqar vocht hij nog zes keer tegen Salmanasser. Daarbij kreeg hij tweemaal hulp van Iruleni en mogelijk van de andere coalitieleden. Zijn naam verschijnt ook op de Tel Dan Stele als de vader van de onbekende schrijver van de stele.
Waarschijnlijk was Benhadad II de Hadadezer in 2 Koningen 8:15 in de Hebreeuwse Bijbel.